# كيم جاكسون
كيم جاكسون (بالإنجليزية: Kim Jackson)‏ هي مغنية أيرلندية، ولدت في 22 أغسطس 1965 في دبلن في جمهورية أيرلندا.